# Krzysztof Soszynski
Krzysztof Soszyński (Stalowa Wola, 2 agosto 1977) è un lottatore di arti marziali miste e di lotta libera polacco naturalizzato canadese.

## Background

### Inizi
Krzysztof Soszynski è nato a Stalowa Wola in Polonia ma fin dall'età di 10 anni vive in Canada nello stato di Manitoba a Winnipeg.
Inizialmente gioca a calcio ma fin da giovane ha praticato bodybuilding e ha praticato wrestling e ha praticato come addestramento il Brazilian Jiu Jitsu sotto il trainer Rodrigo Munduruca.
Oltre a combattere nelle Arti Marziali Miste ha anche lavorato come medico presso il Fairmont Hotel di Winnipeg ed è stato promotore di eventi MMA.

### Prima della MMA
Soszynski è stato un lottatore di Wrestling professionista, ma dopo aver appreso anche varie tecniche di Judo dal wrestler Allen Coage (medaglia di bronzo di Judo alle Olimpiadi del 1976), Krzysztof ha deciso di passare a combattere nelle arti marziali miste passando ad allenarsi con il lottatore Dan Henderson e Rameau Thierry Sokoudjou per il team Quest Team in California.

## Carriera nelle Arti Marziali Miste

### The Ultimate Fighter e Ultimate Fighting Championship
Partito dal reality The Ultimate Fighter dove è arrivato fino alle semifinali del torneo sconfiggendo sul suo cammino tra gli altri Kyle Kingsbury, ha debuttato nella UFC contro il compagnip del reality Shane Primm vincendo grazie a una presa di sottomissione (Kimura) e vincendo il premio Submission of the Night.
Fra le sue vittorie più memorabili rimane quella contro Stephan Bonnar a UFC 110 grazie a un TKO nel 3º round nel evento disputatosi a Sydney in Australia.

### Vs Igor Pokrajac
Attualmente il suo ultimo incontro è stato contro Igor Pokrajac a UFC 140 dove è uscito sconfitto e per alcuni minuti è stato fuori coscienza.
Successivamente in un video blog il presidente della federazione Dana White a UFC 141 ha dichiarato che Krysztof dopo l'incontro vs Pokrajac ha perso per breve tempo la memoria e per il momento avrebbe smesso di combattere nella federazione.
Da allora non ha più combattuto pur rimanendo nel roster dell'UFC ma si è comunque dedicato ad altre attività: in qualità di attore ha recitato nel film Tapped di Allan Ungar, fa il DJ di musica electro house con lo pseudonimo DJ KSOS e si allena con colleghi del calibro di Lyoto Machida.

### Risultati nelle arti marziali miste
Gli incontri segnati su sfondo grigio si riferiscono ad incontri di esibizione non ufficiali o comunque non validi per essere integrati nel record da professionista.
| Risultato | Record  | Avversario        | Metodo                                | Evento                                                  | Data              | Round | Tempo | Luogo                        | Note                                              |
| --------- | ------- | ----------------- | ------------------------------------- | ------------------------------------------------------- | ----------------- | ----- | ----- | ---------------------------- | ------------------------------------------------- |
| Sconfitta | 26-12-1 | Goran Reljić      | KO (pugni)                            | UFC 140: Jones vs. Machida                              | 10 dicembre 2011  | 1     | 0:35  | Toronto, Canada              |                                                   |
| Vittoria  | 26-11-1 | Mike Massenzio    | Decisione (unanime)                   | UFC 131: Dos Santos vs. Carwin                          | 11 giugno 2011    | 3     | 5:00  | Vancouver, Canada            |                                                   |
| Vittoria  | 25-11-1 | Goran Reljić      | Decisione (unanime)                   | UFC 122: Marquardt vs. Okami                            | 13 novembre 2010  | 3     | 5:00  | Oberhausen, Germania         |                                                   |
| Sconfitta | 24-11-1 | Stephan Bonnar    | KO Tecnico (ginocchiata e pugni)      | UFC 116: Lesnar vs. Carwin                              | 3 luglio 2010     | 2     | 3:08  | Las Vegas, Stati Uniti       |                                                   |
| Vittoria  | 24-10-1 | Stephan Bonnar    | KO Tecnico (ferita)                   | UFC 110: Nogueira vs. Velasquez                         | 21 febbraio 2010  | 3     | 1:04  | Sydney, Australia            |                                                   |
| Sconfitta | 23-10-1 | Brandon Vera      | Decisione (unanime)                   | UFC 102: Couture vs. Nogueira                           | 29 agosto 2009    | 3     | 5:00  | Portland, Stati Uniti        |                                                   |
| Vittoria  | 23-9-1  | André Gusmão      | KO (pugni)                            | UFC 98: Evans vs. Machida                               | 23 maggio 2009    | 1     | 3:17  | Las Vegas, Stati Uniti       |                                                   |
| Vittoria  | 22-9-1  | Brian Stann       | Sottomissione (kimura)                | UFC 97: Redemption                                      | 18 aprile 2009    | 1     | 3:53  | Montréal, Canada             |                                                   |
| Vittoria  | 21-9-1  | Shane Primm       | Sottomissione (kimura)                | The Ultimate Fighter: Team Nogueira vs. Team Mir Finale | 13 dicembre 2008  | 2     | 3:27  | Las Vegas, Stati Uniti       | Debutto in UFC                                    |
| Sconfitta | NU      | Vinny Magalhães   | Sottomissione (armbar)                | The Ultimate Fighter 8                                  | 3 dicembre 2008   | 1     | 3:45  | Las Vegas, Stati Uniti       | Torneo dei Pesi Mediomassimi TUF 8, Semifinale    |
| Vittoria  | NU      | Kyle Kingsbury    | Sottomissione (armbar)                | The Ultimate Fighter 8                                  | 12 novembre 2008  | 1     | 2:36  | Las Vegas, Stati Uniti       | Torneo dei Pesi Mediomassimi TUF 8, Secondo turno |
| Vittoria  | NU      | Mike Stewart      | KO Tecnico (colpi)                    | The Ultimate Fighter 8                                  | 17 settembre 2008 | 1     | 0:17  | Las Vegas, Stati Uniti       | Torneo dei Pesi Mediomassimi TUF 8, Primo turno   |
| Vittoria  | 20-9-1  | Marcus Hicks      | Sottomissione (kimura)                | UCW 11: Hell in the Cage                                | 11 aprile 2008    | 1     | -     | Winnipeg, Canada             |                                                   |
| Vittoria  | 19-9-1  | Alex Andrade      | Squalifica (colpi all'inguine)        | Ring of Combat 18                                       | 7 marzo 2008      | 2     | 4:46  | Atlantic City, Stati Uniti   |                                                   |
| Vittoria  | 18-9-1  | Robert Villegas   | Squalifica (rifiuto di lottare)       | HDNet Fights: Reckless Abandon                          | 15 dicembre 2007  | 2     | 3:15  | Dallas, Stati Uniti          |                                                   |
| Sconfitta | 17-9-1  | Ben Rothwell      | KO Tecnico (colpi)                    | IFL: 2007 Semifinals                                    | 2 agosto 2007     | 1     | 0:13  | East Rutherford, Stati Uniti |                                                   |
| Sconfitta | 17-8-1  | Reese Andy        | Decisione (non unanime)               | IFL: Everett                                            | 1º giugno 2007    | 3     | 4:00  | Everett, Stati Uniti         |                                                   |
| Vittoria  | 17-7-1  | Dan Christison    | Decisione (unanime)                   | IFL: Los Angeles                                        | 17 marzo 2007     | 3     | 4:00  | Los Angeles, Stati Uniti     |                                                   |
| Sconfitta | 16-7-1  | Mike Whitehead    | Decisione (unanime)                   | IFL: Championship Final                                 | 29 dicembre 2006  | 3     | 4:00  | Uncasville, Stati Uniti      |                                                   |
| Vittoria  | 16-6-1  | Devin Cole        | Sottomissione (armbar)                | IFL: World Championship Semifinals                      | 2 novembre 2006   | 2     | 1:14  | Portland, Stati Uniti        |                                                   |
| Vittoria  | 15-6-1  | Icho Larenas      | KO Tecnico (stop medico)              | TKO 27: Reincarnation                                   | 29 settembre 2006 | 3     | 0:00  | Montréal, Canada             | Vince il titolo dei Pesi Massimi TKO              |
| Vittoria  | 14-6-1  | Tom Howard        | KO Tecnico (colpi)                    | IFL: Portland                                           | 9 settembre 2006  | 1     | 3:47  | Portland, Stati Uniti        |                                                   |
| Vittoria  | 13-6-1  | Yan Pellerin      | Sottomissione (kimura)                | TKO 26: Heatwave                                        | 30 giugno 2006    | 1     | 1:30  | Victoriaville, Canada        |                                                   |
| Sconfitta | 12-6-1  | Ben Rothwell      | KO Tecnico (colpi)                    | IFL: Legends Championship 2006                          | 29 aprile 2006    | 1     | 3:59  | Atlantic City, Stati Uniti   |                                                   |
| Parità    | 12-5-1  | Mike Kyle         | Parità tecnica (accecamento fortuito) | Strikeforce: Shamrock vs. Gracie                        | 10 marzo 2006     | 1     | 2:02  | San Jose, Stati Uniti        | Debutto in Strikeforce                            |
| Sconfitta | 12-5    | Brian Schall      | KO Tecnico (colpi)                    | TKO 24: Eruption                                        | 28 gennaio 2006   | 3     | 3:00  | Laval, Canada                |                                                   |
| Sconfitta | 12-4    | Martin Desilets   | KO Tecnico (stop medico)              | TKO 23: Extreme                                         | 5 novembre 2005   | 2     | 1:30  | Victoriaville, Canada        |                                                   |
| Sconfitta | 12-3    | Matt Horwich      | Sottomissione (rear naked choke)      | Freedom Fight: Canada vs. USA                           | 9 luglio 2005     | 2     | 0:52  | Hull, Canada                 |                                                   |
| Vittoria  | 12-2    | Ron Fields        | Sottomissione (armbar)                | UCW 2: Caged Inferno                                    | 18 giugno 2005    | 1     | 2:25  | Winnipeg, Canada             |                                                   |
| Vittoria  | 11-2    | Jason Day         | KO Tecnico (pugni)                    | Roadhouse Rumble 8                                      | 9 aprile 2005     | 1     | 2:08  | Lethbridge, Canada           |                                                   |
| Vittoria  | 10-2    | Troy Hadley       | KO Tecnico (pugni)                    | NFA: Super Brawl                                        | 29 gennaio 2005   | 1     | -     | Dakota del Nord, Stati Uniti |                                                   |
| Vittoria  | 9-2     | Chris Thiel       | KO (pugni)                            | Ultimate Cage Wars 1                                    | 29 ottobre 2004   | 1     | -     | Winnipeg, Canada             |                                                   |
| Vittoria  | 8-2     | Wyatt Lewis       | KO (pugni)                            | Rage in the Ring 1                                      | 23 ottobre 2004   | 1     | -     | Lethbridge, Canada           |                                                   |
| Vittoria  | 7-2     | Lee Mein          | Sottomissione (colpi)                 | WFF 7: Professional Shooto                              | 23 luglio 2004    | 2     | 2:06  | Vancouver, Canada            |                                                   |
| Sconfitta | 6-2     | Chris Tuchscherer | Decisione (unanime)                   | NFA: Moorhead                                           | 12 giugno 2004    | 3     | 3:00  | Moorhead, Stati Uniti        |                                                   |
| Vittoria  | 6-1     | Dennis Stull      | KO Tecnico (pugni)                    | ICC: Trials 2                                           | 30 aprile 2004    | 1     | -     | Minnesota, Stati Uniti       | Vince il torneo ICC                               |
| Vittoria  | 5-1     | Jack Burton       | Sottomissione (rear naked choke)      | ICC: Trials 2                                           | 30 aprile 2004    | 1     | -     | Minnesota, Stati Uniti       | Torneo ICC, Semifinale                            |
| Vittoria  | 4-1     | Matt Lafromboise  | Sottomissione (pugni)                 | Dakota Fighting Championships 1                         | 17 aprile 2004    | 1     | 1:14  | Fargo, Stati Uniti           |                                                   |
| Vittoria  | 3-1     | Kyle Olsen        | Sottomissione (sfinimento)            | NFA: Best Damn Fights                                   | 20 marzo 2004     | 1     | 4:55  | Fargo, Stati Uniti           |                                                   |
| Vittoria  | 2-1     | Ben Konecnec      | KO Tecnico (pugni)                    | IFA: Ultimate Trials                                    | 27 febbraio 2004  | 1     | 0:26  | Iowa, Stati Uniti            |                                                   |
| Sconfitta | 1-1     | Jason Day         | Decisione (unanime)                   | Roadhouse Rumble 8                                      | 1º novembre 2003  | 2     | 5:00  | Lethbridge, Canada           |                                                   |
| Vittoria  | 1-0     | Matt Lafromboise  | Sottomissione (colpi)                 | Absolute Ada Fights 4                                   | 13 settembre 2003 | 1     | 3:23  | Ada, Stati Uniti             |                                                   |

## Scena cinematografica
Dopo le varie esperienze nel reality show della UFC, The Ultimate Fighter, Soszynski ha preso parte nel 2009 come non protagonista ad alcune scene della serie televisiva CSI - Scena del crimine.
Ha poi preso parte nel 2012 al film Colpi da maestro nel suo naturale ruolo di combattente MMA, con lo pseudonimo di Ken "The Executioner" Dietrich. Nel 2014 ha avuto un ruolo importante nella pellicola Tapped Out. Nel 2017 fu nel cast del film Logan: The Wolverine.

### Filmografia

#### Cinema
- Colpi da maestro (Here Comes the Boom), regia di Frank Coraci (2012)
- Hidden in the Woods (En las afueras de la ciudad), regia di Patricio Valladares (2012)
- The Package, regia di Jesse V. Johnson (2013)
- Tapped Out, regia di Allan Ungar (2014)
- Daylight's End, regia di William Kaufman (2016)
- Logan: The Wolverine (Logan), regia di James Mangold (2017)

#### Televisione
- The Ultimate Fighter – serie TV, episodio 8x01 (2008)
- CSI - Scena del crimine (CSI: Crime Scene Investigation) – serie TV, episodio 9x12 (2009)
- Ground Floor – serie TV, episodio 2x09 (2015)